# NGC 2561
NGC 2561 este o galaxie spirală situată în constelația Hidra. A fost descoperită în 23 martie 1887 de către Lewis A. Swift. Se află la o distanță de 58,87 de megaparseci de Pământ.